# Alexia Getzinger
Alexia Getzinger (* 12. März 1967 in Klagenfurt) ist eine österreichische Managerin, Kulturmanagerin und Politikerin (SPÖ). Sie ist seit dem 1. Dezember 2023 Regionalmanagerin für die Steiermark und Kärnten bei der österreichischen Postbus AG. Sie war von 2010 bis 2015 Abgeordnete zum Landtag Steiermark.

## Politik
Neben ihrer Tätigkeit im Landtag, in dem sie Bereichssprecherin für Bildung, Kultur, Wissenschaft und Frauen war, engagierte sich Getzinger bei den Kinderfreunden Steiermark. Von 2012 bis 2024 war sie deren Landesvorsitzende. Weiters war sie stellvertretende Bundesvorsitzende der Kinderfreunde Österreich.
Darüber hinaus ist bzw. war sie stellvertretende Vorsitzende und Frauenvorsitzende der SPÖ Sektion Graz Ost, Präsidiums- und Vorstandsmitglied der SPÖ Bezirksfrauenorganisation Graz, Mitglied in Präsidium und Vorstand der SPÖ Graz, Präsidiums- und Vorstandsmitglied der SPÖ Landesfrauenorganisation Steiermark, Präsidiums- und Vorstandsmitglied der SPÖ Steiermark und Vorstandsmitglied der SPÖ Bundesfrauenorganisation.
Sie war bis Dezember 2017 Mitglied im Hochschulrat der Pädagogischen Hochschule Steiermark sowie Mitglied der Fachgruppe Kino-, Kultur- und Vergnügungsbetriebe der Wirtschaftskammer Steiermark, Aufsichtsrätin im Verlag Jungbrunnen und bei der steirischer herbst festival gmbH.
Im Juli 2015 wurde sie zur Vizepräsidentin des steirischen Landesschulrates bestellt. Diese Funktion führte sie bis Dezember 2017 aus.

## Ausbildung und Beruf
Getzinger ist Master of Advanced Studies (MAS) des „European Executive Management Programme for the Arts and Media“ der Johannes-Kepler-Universität Linz und des International Center for Cultural Management Salzburg. Weiters ist sie akademisch geprüfte Politikberaterin des Universitätslehrgangs Parlamentarismus und Landespolitik an der Karl-Franzens-Universität Graz.
Im Kulturmanagement war sie als Gründerin und Geschäftsführerin der TAG theateragenda, einem gemeinnützigen Beschäftigungsprojekt zur Vermittlung von Langzeitarbeitslosen an Kulturinstitutionen – in Kooperation mit AMS Steiermark und Steirische Wissenschafts-, Umwelt- und Kulturprojektträger GmbH – sowie als Gründerin und  Geschäftsführerin bei der Film und Medien Akademie Graz (fum) tätig. Davor übte sie Tätigkeiten als Kulturmanagerin, Schauspielerin, Produktionsleiterin und Regieassistentin aus (künstlerisches Betriebsbüro Next Liberty, Kunstuniversität Graz, steirischer herbst, Theater im Keller, Theater bei den Minoriten, Steinbauer & Dobrowsky, styriarte, Theatro, Mezzanintheater).
Sie leitete von 1. Januar 2018 bis 31. Dezember 2022 als Geschäftsführerin die kaufmännischen Geschicke des Universalmuseum Joanneum. 2023 war sie Geschäftsführerin der Steirischer Landestiergarten GmbH, welche die Tierwelt Herberstein betreibt, und wickelte in dieser Funktion die Landesausstellung Steiermark Schau 2023 für das Land Steiermark ab.

## Familie
Alexia Getzinger ist Mutter zweier Töchter (* 1988 und * 2006) und eines Sohnes (* 2002).